# Myoan Eisai
Myoan Eisai (japanska: 明菴栄西), född 20 april 1141 i provinsen Bitchū i södra Japan, död 5 juli 1215, var en japansk buddhistmunk. Han grundade Rinzaiskolan i Japan.